# Вороная (приток Сарёды)
Вороная (Воронья) — река в России, протекает по Республике Коми. Устье реки находится в 25 км по правому берегу реки Сарёда. Длина реки составляет 28 км.
Система водного объекта: Сарёда → Тобыш → Цильма → Печора → Баренцево море.

## Данные водного реестра
По данным государственного водного реестра России относится к Двинско-Печорскому бассейновому округу, водохозяйственный участок реки — Печора от водомерного поста Усть-Цильма и до устья, речной подбассейн реки — бассейны притоков Печоры ниже впадения Усы. Речной бассейн реки — Печора.
Код объекта в государственном водном реестре — 03050300212103000080291.